# Yessica Camilo
Yessica Camilo, född 23 december 1993, är en dominikansk bågskytt. Hon deltog vid olympiska sommarspelen 2016.